# 大星公二
大星 公二（おおぼし こうじ、1932年4月7日 - ）は日本の実業家。NTTドコモ社長、同社会長を歴任。北海道札幌市出身。

## 経歴
1945年北海道庁立札幌第一中学校入学、1951年北海道札幌北高等学校卒。1957年東京大学法学部卒業後、日本電信電話公社（現NTT）入社、1966年北海道石狩深川電報電話局長。電気通信総合研究所経営研究室長、データ通信本部営業部長などを経て、1988年NTT取締役経営企画本部長、1990年同常務企業通信システム本部長、1992年NTT移動通信網（NTTドコモ）社長、1998年同会長、現在に至る。社長時代にiモード開発を推進した。
多趣味で知られ、学生時代は全都道府県を旅行したように、今もぶらり出かける外出を好む。
祖父に大型木造建築業者・大星鶴松、大叔父に大星組創業者・大星三松がいる。

## 受賞歴
- 経済界大賞敢闘賞（1996年）
- 経済界大賞（1997年、2000年）
- 経営者賞（2000年）

## 主著
- 『内なる論理からの脱皮（改訂版）』（NTT出版、1995年）
- 『ドコモ急成長の経営 : 企業価値創造と社会貢献の理念』（ダイヤモンド社、2000年）
- PHP研究所編・大星公二監修『図解「次世代携帯電話」の衝撃! : IMT-2000であなたの生活はこう変わる』（PHP研究所、2001年）
- 『経営は知的挑戦だ: NTTドコモ前会長大星公二の iモード4千万利用者を需要創出した起業家精神!』（経済界、2004年）

## 注
1. ↑  上掲『経営は知的挑戦だ』奥付より
2. ↑  大星公二 (おおぼしこうじ)
3. ↑  以上につき『現代日本人名録2002 1 あ-かと』（日外アソシエーツ編集・発行、2002年）p1467
4. ↑  以上につき『北海道人物・人材情報リスト2004　あ-お』（日外アソシエーツ編集・発行、2003年）p403